# Carl Wentzing
Carl Wentzing (* 7. Mai 1784 in Trarbach; † 17. Januar 1877 ebenda) war ein deutscher Kaufmann und Landschaftsmaler der Romantik. Seine Malerei blieb eine Nebenbeschäftigung, daher umfasst sein Werk vergleichsweise wenige Bilder.

## Leben
Carl Wentzing war das zweite der sieben Kinder von Christian Emanuel Wentzing (1745–1830) und seiner 18 Jahre jüngeren Ehefrau Carolina Charlotta, geborene Langguth. Sein Vater stammte aus der württembergischen Residenzstadt Ludwigsburg. Dessen Geschäfte als Kaufmann führten in den 1770er Jahren nach Trarbach, wo er sich auch ansiedelte. Von den sieben Kindern des Ehepaares waren vier Mädchen und drei Jungen, von denen zwei Jungen kurz nach der Geburt starben.
In Trarbach besuchte Carl Wentzing die Stadtschulklasse und anschließend das Gymnasium, das damals in der Regel mit 14 Jahren abgeschlossen wurde. Über die anschließende berufliche und künstlerische Ausbildung liegen nur wenige Informationen vor.
1814 war Wentzing in Italien und in der Tuchstadt Montjoie (Generalgouvernement Niederrhein), wo er geschäftliche Tätigkeiten mit künstlerischen Studien verband. Nach seiner Rückkehr im gleichen Jahr trat er der neu gegründeten Casinogesellschaft zur Pflege der Geselligkeit und der Freundschaft bei. Ebenso war er Mitglied der 1810 gegründeten Trarbacher Lesegesellschaft. Nach dem Ende der französischen und den Übergang zur preußischen Herrschaft war er von 1815 bis 1817 als Abgesandter der Bürgerschaft bei der Regierung in Koblenz tätig, um die Rückerstattung der von den Franzosen verursachten hohen Ausgaben zu erwirken. 1818 trug er dazu bei, die Höhere Schule in Trarbach wieder zu eröffnen, 1828 wurde er in deren Verwaltungsrat berufen. In der Schule gab er zudem 1819/1820 sowie von 1830 bis 1845 Zeichenunterricht.
In der Gemeinde übernahm er mit dem Bürgermeister und dem Stadtrechner die wirtschaftliche Verantwortung. Als Stadtrat setzte er sich weiterhin 1841 für den Wiederaufbau des Rathauses und den Neubau des Casinohauses ein.
Carl Wentzing blieb unverheiratet und starb 1877 im Alter von 93 Jahren in seiner Heimatstadt. Dort wurde er auch beigesetzt.

## Schaffen und Werk
Zeitlebens blieb die Malerei für Carl Wentzing eine Nebenbeschäftigung, der er in seiner Freizeit nachging. Gleichwohl muss er nach dem Schulbesuch die Kunstakademie Düsseldorf besucht haben. Zwar sind aus dieser Zeit noch keine Immatrikulationslisten vorhanden, doch der Stilvergleich mit anderen Malern der Akademie lassen diesen Schluss zu.
Sein Werk umfasst nur eine kleinere Anzahl von Ölgemälden, Aquarellen und Zeichnungen, von denen die meisten im Mittelmoselmuseum in Trarbach zugänglich sind. Von den 24 nachgewiesenen Bildern sind dort 15 zu finden, weitere acht befinden sich im Privatbesitz und eines im Kölner Stadtmuseum.
Sein ältestes datiertes Bild stammt aus dem Jahr 1810 und zeigt den Trarbacher Kaufmann Johann Wilhelm Huesgen mit seiner Verlobten. 1814 kehrte er nach Studienaufenthalten in Italien und Montjoie nach Trarbach zurück. Den größten Teil seines Lebens verbrachte er in Trarbach und widmete sich in seiner Freizeit insbesondere den Motiven in und um seine Heimatstadt sowie rund um die Mittelmosel. So liegen Bilder von Trarbach und ebenfalls von der über der Stadt thronenden Grevenburg in mehreren Ansichten vor, die die Stadt vor und nach dem großen Stadtbrand von 1857 bzw. vor der Zerstörung der Burg 1734 darstellen.
Inwieweit er Kontakt zu anderen Malern der Kunstakademie hielt, ist nicht überliefert. Bekannt ist lediglich, dass er 1837 Besuch von seinen beiden Malerfreunden August Reinick (gemeint ist wahrscheinlich Robert Reinick) und Carl Ferdinand Sohn in Trarbach erhielt. Das letzte Bild von Carl Wentzing stammt aus dem Jahr 1845.
In der Literatur wird Carl Wentzing mit Johann Velten aus Graach als der bedeutendste Maler des Mittelmoselraumes in der ersten Hälfte des 19. Jahrhunderts gekennzeichnet. Auch heute noch werden seine Bilder für Sammlungen romantischer Moselansichten neben denen von Carl Bodmer, Clarkson Stanfield oder William Turner gedruckt.

## Werke (Auswahl)
- Johann Wilhelm Huesgen (Porträt, 1810)
- Der Wildstein
- Trabarch von Westen
- Trabarch von Norden
- Grevenburg (mehrere Fassungen)
- Der Stumpfe Turm
- Ruine Baldenau
- Bachtal mit Wasserfall oberhalb Bernkastel
- Kapelle von Müstert (mehrere Fassungen)
- Kloster Machern
- Moseleisgang 1830